# Gaizka Garitano
Gaizka Garitano Agirre (Derio, Vizcaya, 9 de julio de 1975) es un exfutbolista y entrenador español que actualmente dirige al Cádiz C. F., equipo de la Segunda División de España.

## Trayectoria

### Como jugador
Gaizka nació en Derio cuando formaba parte de Bilbao, unión que se mantuvo hasta 1983. Se formó en la cantera del Athletic Club desde categoría infantil. En abril de 1994 Koldo Aguirre le hizo debutar en el Bilbao Athletic, que se encontraba en Segunda División. Rápidamente se convirtió en titular y en un destacado goleador de la plantilla merced a los lanzamientos de penalti. Tras el descenso del conjunto filial en 1996, fue cedido por una temporada a la UE Lleida. A su vuelta debutó con el Athletic Club en un encuentro de Copa de la UEFA ante la Sampdoria, disputado el 16 de septiembre de 1997, cuando entró en sustitución de Javi González en el minuto 81 bajo las órdenes de Luis Fernández. Sin embargo, no tuvo mayor continuidad y jugó toda la temporada con el equipo filial en Segunda B.
Tras más de cien partidos en el filial bilbaíno, firmó por la S. D. Eibar de Segunda División en 1998. Tras una temporada con poca participación, decidió marcharse al C. D. Ourense de Segunda B. Después de dos exitosas campañas en el Ourense, con el que estuvo a punto de ascender a Segunda División, regresó al Eibar donde se consolidó como titular. En 2005 estuvo a punto de hacer historia en el club armero tras mantener las opciones del ascenso a Primera hasta la última jornada, siendo Gaizka el capitán del equipo.
En junio de 2005 fichó por la Real Sociedad, de Primera División, sufriendo el descenso de categoría en 2007. En 2008, tras desvincularse de la Real Sociedad, fichó por el Deportivo Alavés. Un año más tarde puso fin a su trayectoria como futbolista tras más de 500 partidos como profesional, la mayoría de ellos en Segunda División.

### Como entrenador
Eibar
Garitano comenzó su carrera como entrenador en 2010 dirigiendo al Eibar "B", tras un año como asistente en el primer equipo del Eibar. Dos años después, se hizo cargo del primer equipo en solitario, con el que logró ascender a Segunda División A en su primera campaña.

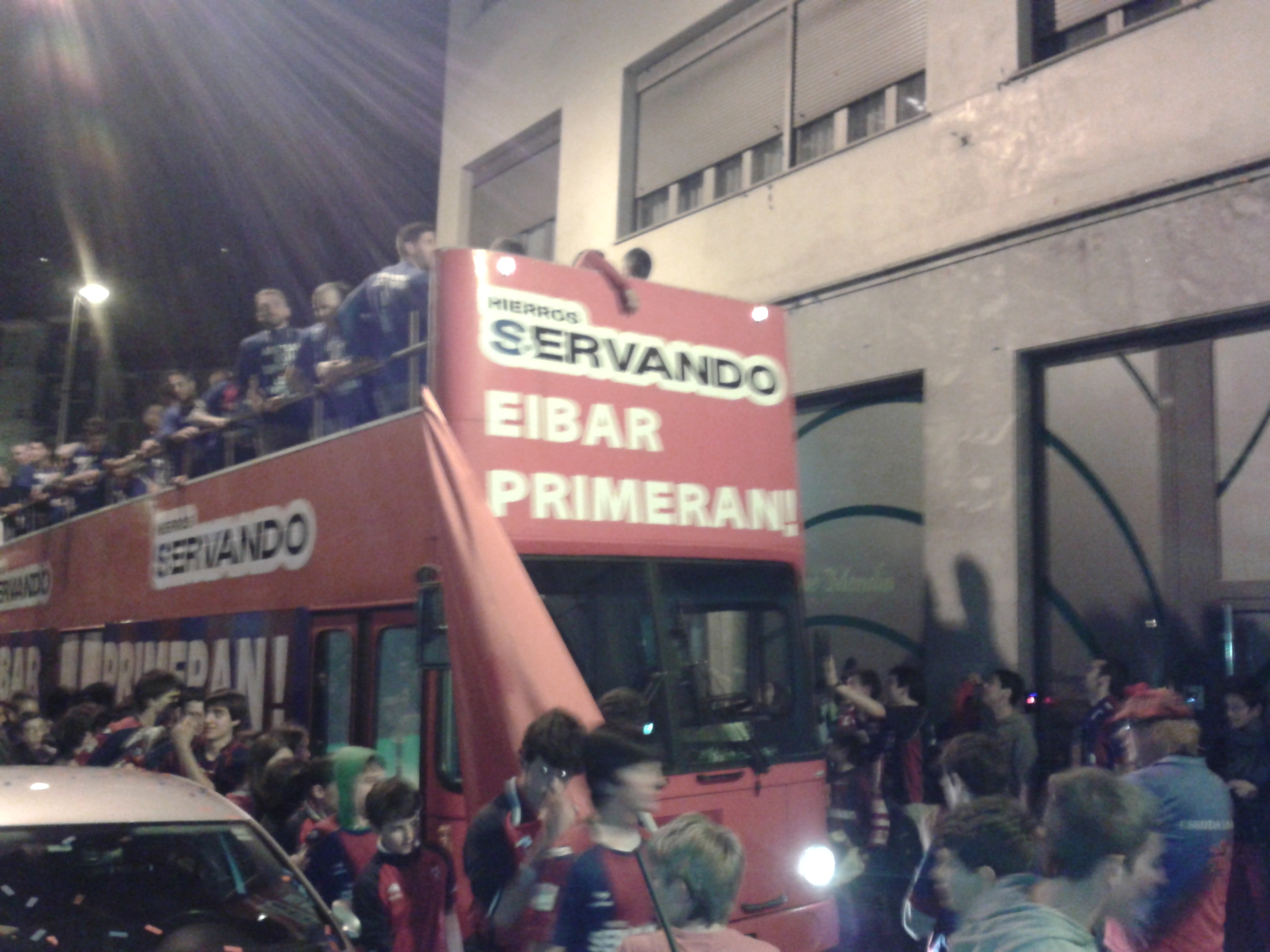
Fiesta de ascenso de la S. D. Eibar a la Primera División el 31 de mayo de 2014, con un presupuesto de tan solo 4 M€.

En la temporada 2013-14, el conjunto armero, con un presupuesto de apenas 4.000.000€, fue la sorpresa de la categoría de plata. Tras una primera vuelta donde luchó por eludir el descenso, cuajó grandes resultados en la segunda parte del torneo y consiguió un inédito ascenso a Primera División.
En su debut en la Liga, el Eibar de Garitano completó la primera vuelta en una meritoria octava posición, con 27 puntos. Sin embargo, en la segunda vuelta sólo sumó ocho puntos y terminó descendiendo por tener el "goal-average" perdido con Granada y Deportivo. Ese mismo día, Garitano decidió dimitir. No obstante, finalmente el Eibar se mantuvo en Primera División gracias al descenso administrativo del Elche.
Real Valladolid
El 6 de julio de 2015, se anunció su fichaje por una temporada con el Real Valladolid Club de Fútbol, de Segunda División. Fue despedido el 21 de octubre de 2015, después de 9 jornadas de Liga en las que el equipo blanquivioleta sumó otros tantos puntos, ocupando puestos de descenso.
R. C. Deportivo
El 10 de junio de 2016, se convirtió en entrenador del Real Club Deportivo de La Coruña, tras la destitución de Víctor Sánchez del Amo. A pesar de estar dos puntos por encima del descenso, fue destituido el 26 de febrero de 2017 tras la derrota, en la jornada 24, ante el C. D. Leganés por 4 a 0.
Bilbao Athletic
El 8 de junio de 2017, firmó como nuevo técnico del Bilbao Athletic en sustitución de Ziganda. El equipo vizcaíno finalizó la liga regular en cuarta posición con 73 puntos, gracias a una gran segunda vuelta con 13 victorias (siete de ellas en las últimas siete jornadas). El 20 de mayo, en el partido de ida de los play-offs de ascenso, cayó por 1-3 ante el Villarreal "B" en San Mamés. En el partido de vuelta el equipo consiguió vencer por 0-2, siendo el filial vasco eliminado por el mayor valor de los goles logrados a domicilio por el cuadro castellonense.
En la temporada 2018-19 dirigió al cuadro filial durante los primeros quince partidos, en los que sumó 22 puntos.
Athletic Club
El 4 de diciembre de 2018, se anunció la destitución de Eduardo Berizzo como entrenador del Athletic Club tras una derrota ante el Levante (3-0). Gaizka se hizo cargo del primer equipo, que se encontraba con once puntos en catorce jornadas (18.º clasificado), a partir del 5 de diciembre. Un día más tarde debutó con victoria a domicilio, ante la S. D. Huesca por 0 a 4, en la vuelta de los dieciseisavos de final de la Copa del Rey. Su estreno en San Mamés también fue con triunfo, aunque en esta ocasión por 1 a 0, ante el Girona en Liga con un gol de penalti de Aduriz en el descuento. En los siguientes encuentros logró dos empates (Alavés y Valladolid) y dos victorias (Celta y Sevilla) para acabar la primera vuelta de la competición con 22 puntos, permitiéndole colocarse como el mejor debutante en el banquillo rojiblanco desde Howard Kendall y solo por detrás de Iñaki Sáez. El 27 de enero, tras derrotar por 1 a 0 al Real Betis, se convirtió en el tercer entrenador debutante del club sin derrotas en sus primeros siete partidos ligueros tras Fred Pentland y Ferdinand Daučík. El 16 de marzo consiguió derrotar al Atlético de Madrid por 2 a 0, seis años después de la última victoria ante el equipo dirigido por Simeone.
El 4 de abril renovó su contrato con el club hasta el 30 de junio de 2020, después de haber sumado 32 puntos en dieciséis jornadas, siendo el cuarto mejor equipo en ese periodo tras FC Barcelona (42), Atlético (37) y Real Madrid (34). Diez días después alcanzó el séptimo puesto de la clasificación, que daba acceso a la siguiente edición de la Liga Europa. Sin embargo, después de sufrir tres derrotas en las últimas seis jornadas, perdió el séptimo puesto en favor del R. C. D. Espanyol -igualados a 53 puntos- tras una derrota a domicilio ante el Sevilla en la última jornada.
El 22 de septiembre, tras derrotar al Deportivo Alavés (2-0) en la quinta jornada, consiguió situar al Athletic Club como líder de Primera División con once puntos. El último entrenador que había llevado al club a liderar la clasificación, sin incluir la primera jornada, fue Jupp Heynckes en 1993. El 31 de mayo de 2020, con el equipo vizcaíno en 10.º puesto en la Liga y clasificado para la final de la Copa del Rey, extendió su contrato con el club por una temporada más. El equipo rojiblanco regresó a la competición a mediados de junio, después de más de dos meses de inactividad por la pandemia del coronavirus, para disputar las últimas once jornadas de Liga. A pesar de llegar con opciones de clasificarse para la Liga Europa a la jornada 37, dichas opciones se disiparon tras una derrota en San Mamés ante el C. D. Leganés (0-2).
El 3 de enero de 2021, Garitano fue destituido de su cargo, después de ganar al Elche C. F. por la mínima (1-0), dejando al equipo rojiblanco como 9.º clasificado con 21 puntos en 17 jornadas.
Eibar
El 7 de junio de 2021, se hizo oficial su regreso al Eibar, iniciando así su segunda etapa con el conjunto armero después de firmar un contrato por 2 temporadas con opción a una tercera. Bajo su dirección, el equipo guipuzcoano terminó 3.º en la Liga regular, perdiendo el ascenso directo en la última jornada. En la promoción de ascenso, el Eibar fue eliminado por el Girona en semifinales, por lo que jugó un año más en la categoría de plata. En la temporada siguiente, el equipo guipuzcoano volvió a clasificarse para la promoción de ascenso, donde cayó ante el Deportivo Alavés. El 9 de junio de 2023, el club anunció que Garitano no iba a continuar en el banquillo.
Almería
El 8 de octubre de 2023, fue contratado por la UD Almería. El 13 de marzo de 2024, fue destituido por el club tras haber cosechado 7 empates y 12 derrotas en 19 partidos en el banquillo del equipo indálico.
Cádiz
El 8 de diciembre de 2024, asumió al frente del Cádiz C. F. y firmó un contrato hasta junio de 2026.

## Clubes

### Como jugador
| Club                  | País   | Año       |
| --------------------- | ------ | --------- |
| Bilbao Athletic       | España | 1994-1996 |
| U. E. Lleida (cedido) | España | 1996-1997 |
| Bilbao Athletic       | España | 1997-1998 |
| S. D. Eibar           | España | 1998-1999 |
| C. D. Ourense         | España | 1999-2001 |
| S. D. Eibar           | España | 2001-2005 |
| Real Sociedad         | España | 2005-2008 |
| Deportivo Alavés      | España | 2008-2009 |

### Como entrenador
Actualizado a 10 de marzo de 2024 
| Club                         | País   | Año       | PJ  | PG  | PE  | PP  | % ptos. |
| ---------------------------- | ------ | --------- | --- | --- | --- | --- | ------- |
| S. D. Eibar "B"              | España | 2010-12   | 76  | 21  | 22  | 33  | 37.28   |
| S. D. Eibar                  | España | 2012-15   | 135 | 57  | 37  | 41  | 51.36   |
| Real Valladolid              | España | 2015      | 10  | 2   | 3   | 5   | 30      |
| R. C. Deportivo de La Coruña | España | 2016-17   | 27  | 5   | 9   | 13  | 29.63   |
| Bilbao Athletic              | España | 2017-18   | 55  | 28  | 14  | 13  | 59.39   |
| Athletic Club                | España | 2018-21   | 89  | 37  | 23  | 29  | 50.19   |
| S. D. Eibar                  | España | 2021-23   | 93  | 46  | 26  | 21  | 49.46   |
| U. D. Almería                | España | 2023-24   | 19  | 0   | 7   | 12  | 12.28   |
| Cádiz C. F.                  | España | 2024-Act. |     |     |     |     |         |
| Total                        | Total  | Total     | 445 | 170 | 123 | 152 | 48.98   |

## Estadísticas

### Como jugador
| Club                  | País          | Categoría          | Año     | Liga  | Liga  | Copa  | Copa  | Europa | Europa | Total | Total |
| Club                  | País          | Categoría          | Año     | Part. | Goles | Part. | Goles | Part.  | Goles  | Part. | Goles |
| --------------------- | ------------- | ------------------ | ------- | ----- | ----- | ----- | ----- | ------ | ------ | ----- | ----- |
| Bilbao Athletic       | España        | Segunda División   | 1993-94 | 7     | 0     | -     | -     | -      | -      | 7     | 0     |
| Bilbao Athletic       | España        | Segunda División   | 1994-95 | 36    | 6     | -     | -     | -      | -      | 36    | 6     |
| Bilbao Athletic       | España        | Segunda División   | 1995-96 | 34    | 7     | -     | -     | -      | -      | 34    | 7     |
| U. E. Lleida (cedido) | España        | Segunda División   | 1996-97 | 14    | 0     | 8     | 0     | -      | -      | 22    | 0     |
| Bilbao Athletic       | España        | Segunda División B | 1997-98 | 41    | 9     | -     | -     | -      | -      | 41    | 11    |
| Athletic Club         | España        | Primera División   | 1997-98 | 0     | 0     | 0     | 0     | 1      | 0      | 1     | 0     |
| S. D. Eibar           | España        | Segunda División   | 1998-99 | 18    | 1     | 0     | 0     | -      | -      | 0     | 0     |
| C. D. Ourense         | España        | Segunda División B | 1999-00 | 39    | 3     | 6     | 1     | -      | -      | 45    | 4     |
| C. D. Ourense         | España        | Segunda División B | 2000-01 | 41    | 6     | 3     | 0     | -      | -      | 44    | 6     |
| S. D. Eibar           | España        | Segunda División   | 2001-02 | 34    | 5     | 0     | 0     | -      | -      | 34    | 5     |
| S. D. Eibar           | España        | Segunda División   | 2002-03 | 37    | 3     | 2     | 1     | -      | -      | 39    | 4     |
| S. D. Eibar           | España        | Segunda División   | 2003-04 | 36    | 2     | 1     | 0     | -      | -      | 37    | 2     |
| S. D. Eibar           | España        | Segunda División   | 2004-05 | 39    | 5     | 0     | 0     | -      | -      | 39    | 5     |
| Real Sociedad         | España        | Primera División   | 2005-06 | 19    | 3     | 0     | 0     | -      | -      | 19    | 3     |
| Real Sociedad         | España        | Primera División   | 2006-07 | 31    | 2     | 0     | 0     | -      | -      | 31    | 2     |
| Real Sociedad         | España        | Segunda División   | 2007-08 | 31    | 4     | 1     | 0     | -      | -      | 32    | 4     |
| Deportivo Alavés      | España        | Segunda División   | 2008-09 | 29    | 2     | 0     | 0     | -      | -      | 29    | 2     |
| Total carrera         | Total carrera | Total carrera      | 486     | 58    | 21    | 2     | 1     | 0      | 507    | 60    |       |

### Como entrenador
| Club            | País   | Categoría          | Año       | P   | PG  | PE  | PP  | % puntos |
| --------------- | ------ | ------------------ | --------- | --- | --- | --- | --- | -------- |
| S. D. Eibar "B" | España | Tercera División   | 2010-12   | 76  | 21  | 22  | 33  | 37.28%   |
| S. D. Eibar     | España | Segunda División B | 2012-13   | 135 | 57  | 37  | 41  | 51.36%   |
| S. D. Eibar     | España | Segunda División   | 2013-14   | 135 | 57  | 37  | 41  | 51.36%   |
| S. D. Eibar     | España | Primera División   | 2014-15   | 135 | 57  | 37  | 41  | 51.36%   |
| Real Valladolid | España | Segunda División   | 2015      | 10  | 2   | 3   | 5   | 30%      |
| R. C. Deportivo | España | Primera División   | 2016-17   | 27  | 5   | 9   | 13  | 29.63%   |
| Bilbao Athletic | España | Segunda División B | 2017-18   | 55  | 28  | 14  | 13  | 59.39%   |
| Athletic Club   | España | Primera División   | 2018-21   | 89  | 37  | 23  | 29  | 50.19%   |
| S. D. Eibar     | España | Segunda División   | 2021-23   | 34  | 20  | 8   | 6   | 66.67%   |
| U. D. Almería   | España | Primera División   | 2023-24   | 19  | 0   | 7   | 12  | 12.28%   |
| Cádiz C. F.     | España | Segunda División   | 2024-Act. |     |     |     |     |          |
| Total           | Total  | Total              | Total     | 426 | 170 | 116 | 140 | 48.98%   |

## Vida personal
Es hijo de Ángel Garitano, conocido como Ondarru por haber nacido en Ondarroa, entrenador ayudante de José Manuel Esnal "Mané". Además es sobrino del reconocido exfutbolista del Athletic Club y Real Zaragoza, Ander Garitano.
No está emparentado directamente con el entrenador guipuzcoano Asier Garitano, aunque sí comparten un antepasado común llamado Miguel Antonio Garitano, nacido en 1710 en Vergara. Ambos entrenadores descienden de dos de los hijos que tuvo Miguel Antonio con Theresa Sabitarte.